# Lorenzo Lynch
Lorenzo M. Lynch (* 6. April 1963 in Oakland, Kalifornien) ist ein ehemaliger US-amerikanischer American-Football-Spieler. Er spielte 11 Saisons auf der Position des Defensive Backs in der National Football League (NFL).

## NFL
Nachdem Lynch im NFL Draft 1987 nicht ausgewählt wurde, verpflichteten ihn die Dallas Cowboys, wo er aber noch während der Off-Season entlassen wurde. Lynch wurde in der Saison 1987 von den Chicago Bears als Ersatzspieler für die sich im Streik befindenden Stammspieler verpflichtet. Dort verbrachte er noch zwei weitere Saisons, bevor er zu den Phoenix Cardinals wechselte, wo er für weitere sechs Saisons spielte. Im März 1996 wurde Lynch von den Cardinals entlassen und daraufhin von den Oakland Raiders verpflichtet, wo er Starter auf der Position des Strong Safeties wurde.

## Persönliches
Lynch ist der Onkel vom Runningback Marshawn Lynch.